# Роморантен-Лантене
Роморантен-Лантене (фр. Romorantin-Lanthenay) — коммуна во Франции, в регионе Центр, департамент Луар и Шер. Население — 17 092 человек (2009).
Муниципалитет находится на расстоянии около 175 км южнее Парижа, 65 км южнее Орлеана, 45 км юго-восточнее Блуа.

## Экономика
В 2007 году среди 10565 человек в трудоспособном возрасте (15-64 лет) 7167 были активны, 3398 — неактивны (показатель активности 67,8%, в 1999 году было 72,5%). Из 7167 активных работали 6183 человека (3218 мужчин и 2965 женщин), безработных было 984 (427 мужчин и 557 женщин). Среди 3398 неактивных 760 человек были учащимися или студентами, 1243 — пенсионерами, 1395 были неактивными по другим причинам.
В 2008 году в муниципалитете числилось 8128 налогооблагаемых домашних хозяйств в которых проживали 17811,5 человек, медиана доходов выносила 16 536 евро на одного потребителя.

## Города-побратимы
- Ланген, Германия
- Аранда-де-Дуэро, Испания
- Холливуд, США